# Antarctobiotus elongatus
Antarctobiotus elongatus is een eenoogkreeftjessoort uit de familie van de Canthocamptidae. De wetenschappelijke naam van de soort is voor het eerst geldig gepubliceerd in 1972 door Lewis M.H..